# Джавадов, Кулам Магеррам оглы
Кулам Магеррам оглы Джавадов (азерб. Qulam Məhərrəm oğlu Cavadov; 4 декабря 1930, Мустафаагалы, Бардинский район, ЗСФСР, СССР — 11 июля 1993, там же) — советский азербайджанский хлопковод, Герой Социалистического Труда (1971), мастер хлопка Азербайджанской ССР (1959).

## Биография
Родился 4 декабря 1930 года в селе Мустафаагалы Бардинского района Азербайджанской ССР.
С 1944 года колхозник, с 1953 года бригадир колхоза «Коммунизм», позже бригадир, с 1971 года председатель колхоза имени Джапаридзе Бардинского района.
В 1959 году бригада под руководством Джавадова получила урожай хлопка 41,7 центнеров с каждого гектара на площади 62 гектара, вместо плановых 21 центнера с гектара. Бригада из колхоза Джапаридзе под руководством Джавадова стала одной из передовых коллективов Бардинского района, по итогам восьмой пятилетки бригада Джавадова получала высокие урожаи высококачественного хлопка — по 40 центнеров с гектара и продала государству 1200 тонн хлопка, что в два раза больше планового сбора. В девятой пятилетке Джавадов с бригадой получал с каждого гектара по 45 центнеров качественного хлопка, и приложил силы для ликвидации заболеваний кустарников хлопчатника. Участвовал в ВДНХ, где получил большую золотую медаль.
Указом Президиума Верховного Совета СССР от 8 апреля 1971 года за выдающиеся успехи, достигнутые в развитии сельскохозяйственного производства и выполнении пятилетнего плана продажи государству продуктов земледелия и животноводства Джавадову Куламу Магеррам оглы присвоено звание Героя Социалистического Труда с вручением ордена Ленина и золотой медали «Серп и Молот».
Активно участвовал в общественной жизни Азербайджана. Член КПСС с 1958 года. Депутат Верховного Совета Азербайджанской ССР 6-го и 7-го созывов. Делегат XXVII съезда КПСС.
Скончался 11 июля 1933 года в родном селе Мустафаагалы.